# Gulsuga
Gulsuga (Ajuga chamaepitys) är en växt. Den finns normalt inte i Sverige, men har emellertid påträffats tillfälligt.
Gulsuga är också ett gammalt namn för gulplister.